# Alex Liddi
Alex Liddi (Sanremo, 14 agosto 1988) è un giocatore di baseball italiano del Parmaclima.
Il 27 marzo 2008 è stato il primo giocatore italiano ad esordire nella Major League Baseball (MLB) con i Seattle Mariners, in questo anticipando l'altro italiano Alex Maestri, riuscito in questa impresa solo il 1º aprile 2009, che prima di lui era stato scelto dal baseball professionistico nordamericano. Nel 2011 scrive la storia del baseball azzurro nelle majors disputando gli incontri della prima squadra: il 19 settembre nel match contro i Cleveland Indians realizza il suo primo fuoricampo, divenendo il primo italiano a farlo.

## Carriera

### Club
Alex proviene da una famiglia legata al mondo del baseball. Il padre Agostino ha militato per anni nel Sanremo, la madre Flavia è un'allenatrice di softball e baseball, così come il fratello maggiore Thomas è stato un giocatore arrivato fino alla Serie A2, passando anch'esso per Sanremo durante la sua carriera.
Liddi è nato e cresciuto agonisticamente nelle file del Sanremo Baseball Club A.S.D., da cui nel 2006 - ancor prima di esordire in prima squadra nei campionati italiani - è stato prelevato dai Seattle Mariners, che lo hanno fatto maturare nei Peoria Mariners, formazione loro affiliata che milita nella Minor League Baseball (nel campionato delle matricole, dove giocano molte seconde squadre delle franchigie nordamericane professionistiche).
Liddi, nell'agosto dello stesso anno, è stato promosso al campionato Classe A, passando ai Wisconsin Timber Rattlers, coi quali è apparso in 11 partite. Coi Timber Rattlers ha trascorso tutta la stagione 2007 e quella del 2008, diventando uno dei protagonisti della compagine. Nel 2009 è passato agli High Desert Mavericks, coi quali è stato nominato California League Most Valuable Player, aggiudicandosi in seguito anche il titolo di California League Player of the Year. Nel successivo settembre dello stesso anno è stato anche selezionato come Mariners Organization Player of the Year.
Pochi mesi dopo Liddi è entrato definitivamente nella rosa dei Seattle Mariners (all'interno dell'inactive roster). Al contempo è stato inserito prima nella rosa titolare dei West Tenn Diamond Jaxx (Campionato Classe Doppio A) e, dal 12 marzo 2011, in quella dei Tacoma Reiniers, società affiliata ai Mariners che milita nel campionato Classe Triplo A, il più importante fra quelli aderenti alle Minor Leagues.
Nella notte fra il 6 ed il 7 settembre 2011, i Seattle Mariners hanno convocato Liddi nel roster della prima squadra, facendone il primo giocatore italiano della storia della MLB.
Esordisce infatti il 7 settembre 2011, il 9 settembre realizza la sua prima valida nella gara contro i Royals, il 19 settembre contro gli Indians realizza il suo primo fuoricampo.
Il 23 maggio 2012 nella partita contro i Rangers, con il suo sesto fuoricampo realizza il suo primo grande slam nella MLB.
Il 6 luglio 2013, Liddi viene scambiato coi Baltimore Orioles ma non gioca mai in questa squadra essendo scambiato, come free agent, con i Chicago White Sox. Lascia i White Sox il 12 maggio 2014.
Pochi giorni dopo, firma con i Los Angeles Dodgers e viene assegnato all'affiliata di Minor League di questi ultimi, gli Albuquerque Isotopes. Prende parte a 44 partite per gli Isotopes e a 36 per i Chattanooga Lookouts, altra affiliata dei Dodgers.

### Nazionale
Nazionale italiano, ha partecipato al World Baseball Classic, competizione internazionale per nazionali in cui giocano anche i giocatori professionisti della MLB, nel 2009 e nel 2013.
Al termine della stagione 2012, ha al suo attivo 31 presenze nella nazionale italiana.